# Chalvraines
Chalvraines är en kommun i departementet Haute-Marne i regionen Grand Est (tidigare regionen Champagne-Ardenne) i nordöstra Frankrike. Kommunen ligger i kantonen Saint-Blin som tillhör arrondissementet Chaumont. År 2022 hade Chalvraines 196 invånare.

## Befolkningsutveckling
Antalet invånare i kommunen Chalvraines
| Referens: INSEE |